# Roc (szczyt)
Roc szczyt w Alpach Graickich, części Alp Zachodnich. Leży w północnych Włoszech na granicy regionów Dolina Aosty i Piemont. Jest jednym z niższych szczytów Gran Paradiso. Należy do Masywu Gran Paradiso. Szczyt można zdobyć ze schronisk Rifugio Vittorio Emanuele II (2732 m) lub Rifugio Federico Chabod (2750 m). Od południa szczyt otacza lodowiec Noaschetta, a od północnego wschodu lodowiec Tribolazione.
Pierwszego wejścia dokona li C. Cookson, F. Truffer i L. Jantet 22 sierpnia 1894 r.